# Pfaffschwende
Pfaffschwende est une commune allemande située dans l'arrondissement d'Eichsfeld en Thuringe.

## Géographie

Situation de Pfafschwende dans l'arrondissement

Pfaffschwende est située dans le Sud de l'arrondissement, au cœur du parc naturel d'Eichsfeld-Hainich-Werratal, à la limite avec l'arrondissement de Werra-Meissner en Hesse. La commune fait partie de la communauté d'administration d'Ershausen-Geismar et se trouve à 21 km au sud de Heilbad Heiligenstadt, le chef-lieu de l'arrondissement.

## Histoire
Pfafschwende a appartenu à l'Électorat de Mayence jusqu'en 1802 et à son incorporation à la province de Saxe dans le royaume de Prusse. De 1807 à 1813, Geismar a fait partie de l'éphémère royaume de Westphalie.
Le village, occupé par les troupes américaines en 1945 fut inclus en juillet dans la zone d'occupation soviétique après la Seconde Guerre mondiale avant de rejoindre le district d'Erfurt en RDA. La commune était située à la limite avec la RFA sur le rideau de fer.

## Démographie
| 1910 | 1933 | 1939 | 1995 | 2000 | 2004 | 2010 |
| ---- | ---- | ---- | ---- | ---- | ---- | ---- |
| 353  | 411  | 284  | 532  | 397  | 372  | 359  |